# Gmail
Gmail（ジーメール）は、Googleのフリーメールサービスである。2004年4月1日に提供を開始した。
WebメールとPOP3、SMTP、IMAPに対応し、自動転送も可能である。2019年10月時点での利用者数は15億人、2024年時点での利用者数は18億人であり、世界最大のメールサービスである。
Orkutと同様にGoogle社員のアイデアが元となって生まれたサービスの一つで、現在ではGoogleの主要サービスの一つとなっている。
なお有料サービスとして、Google Workspaceに付随する形で強化された機能を得ることができる。

## 特徴
大容量
フリーメールでありながら、メールの保存容量はサービス当初は1GBで、当時としては大容量だった。2014年には、無料分のストレージが15GBに増加し、2024年現在でも同様である。更に有料で追加するオプションがあり、月額2ドルの100GBから、上限30TBまでアップグレードできる。送受信可能なメールサイズは本文を含めて25MBであり、1日に受信可能なメールの総容量は2GBに設定されている。
個人アカウントにおける無料分のストレージ容量15GBは、Google ドライブやGoogle フォトと共有されている。
ウイルススキャンサービス
メールの送受信時に添付ファイルのウイルススキャンを行う。
Atomフィード
ログイン情報を保持できるような一部のフィードリーダーではメールをリアルタイムで閲覧することが出来る。
広告
受信したメールはサーバによって自動的に解析され、内容に関連するテキスト広告がページ上に表示される。ユーザーのメールを解析することに対しプライバシー侵害ではないかという批判がプライバシー団体から上がったところ、Googleは「このプロセスが自動で行われており、メールが不必要に開示されないよう完全に保護されている限り、電子メールの自動スキャンはプライバシーの侵害にはつながらない」としている。
多言語対応
2023年9月時点で105ヶ国語に対応している。
別名アドレス（エイリアスアドレス）
例えばaaaa@gmail.comのアドレス所有者は、末尾に任意の文字列を付加したアドレス（aaaa+任意の文字列（数種類の記号も可）@gmail.com）も受信用アドレスとして使用できる。たとえばメールマガジン専用の配信アドレスとしてaaaa+mailmagazine@gmail.comをフィルタでメールマガジンのラベルに設定すれば、このアドレスに配信されたメールマガジンは自動的にメールマガジンのラベルがつけられる。ただし"+"記号はRFCでは有効なアドレスであるものの、メールアドレスに用いられることが少ないため、無効と判断される場合がある。
メールアドレスのドット（.）の有無を認識しない。連続する "."記号はRFCでは無効なアドレスだが、Gmailではそれを理由に無効とされることはなく、a.aa.a@gmail.comもaa.aa@gmail.comもa.a....a.a@gmail.comもaaaaのメールボックスで受信できる。
大文字を区別しないため、AaaA@gmail.comも受信できる。
商標問題の関係もあり、aaaa@googlemail.comも同様に受信できる。
携帯電話メール絵文字表示
ほとんどのWebメールサービスは携帯電話からの絵文字に対応していないのに対し、Gmailは主要携帯会社の絵文字に対応している。2008年7月22日現在、au、NTTドコモ、Softbankからの絵文字に対応。またモバイルGmailはau、NTTドコモ、Softbank、（過去はウィルコムにも送信できたが2014年にYモバイルに統合したため終了）に絵文字を送信できる。
セキュアな通信
すべての通信はhttpsあるいはIMAP over SSL、POP over SSLなどで保護されており、外部から傍受されにくい構造になっている。ただし、メールの内容はGoogleによって監視されており、例えば児童ポルノ画像が含まれたメッセージをやりとりすると、当局に通報される。

## 機能
Gmailは、Ajax（JavaScriptによるデータ処理と画面操作）を活用しており、それ以前のウェブメールとは大きく異なった操作性を提供している。なお、一部の古いブラウザで利用すると、自動的に旧来のHTMLモードに遷移し、一部の機能は利用できなくなる。
検索機能
差出人、宛先、件名、本文などからの検索の他、日付の範囲も検索対象となる。スターやラベルと組み合わせることによって、様々な分類が可能である。
スター
メールに「スター」というフラグを付けることができ、「スター付きメール」として、いつでも簡単にスターメールがプレビューできるようになっている。
ラベル
メールの各アーティクルは「ラベル」というタギングをして整理することができる。ラベルの見かけは、多くのメールソフトのフォルダと似ている。しかし、フォルダとの大きな違いは、1通のメールに複数のラベルが付けられることである。例えば、あるメールに「友人」のラベルと「写真」のラベルを付けておけばどちらのラベルからでも探し出すことができる。2007年12月3日から、ラベルの色分けが可能となった。
スレッドビュー
Gmail の特徴のひとつであるメールの表示方法。メールとそれへの返信メールを1つの「スレッド」としてまとめ、メールごとではなくスレッドごとに表示する。それぞれのスレッドを開くとメールでの会話がカードを重ねるように表示され、新着のメールは、カードが展開された状態になって、本文が表示される。通常のメーラーとは異なり、ヘッダ内の References: 行や In-Reply-To: 行以外に、Subject: 行とFrom: 行も参照しており、同一送信者から来た同一サブジェクトの新規スレッドメールは、1つのスレッドにまとめられる。1つのスレッド内のメール数が100通を超えると、新しいスレッドに分割される。2010年9月29日にはスレッド表示をオフにする機能が追加された。
アーカイブ
既読メールは、削除する他に「アーカイブ」することができる。アーカイブされたメールは受信トレイからは消えるが削除はされていないので、アーカイブされたメールが必要になったときは検索で取り出したり、「すべてのメール」欄で表示したりすることができる。
Gmailでは、いずれメッセージやスレッドが必要となるようなら、メールを削除せずにアーカイブで残すことを推奨している。
キーボードショートカット
Gmail では、マウスの操作に加えてキーボードでの操作が可能になっている。たとえば、次のメールは「j」、前のメールは「k」、スター付加は「s」など。
自動保存
メールの作成中に内容が失われないように、メールの下書きが一定時間ごとに自動的に保存される。メールの作成途中でブラウザを閉じても、書きかけのメールが再編集できる。
テーマ
カラーテーマや背景のグラフィックデザインを各ユーザーの好みに応じて変更することができる。
オートコンプリート
メールのアドレス欄を書くときに、過去の送信履歴からアドレス先を自動で補完する。
スペルチェック
英語でメールを書く場合には、つづりを検査する機能がある。
フィルタ
条件を設定して、ラベルを付けたり、アーカイブ、削除、転送などにより整理できる。
迷惑メールフィルタ
通常のフィルタ機能とは別に、迷惑メールを駆除するためのフィルタ機能を装備している。画像中の文字認識も行える。メール受信時に迷惑メールフォルダに振り分ける機能のほか、迷惑メールフィルタをすり抜けた迷惑メールを報告する機能があり、これによって、スパムの判断を強化することができる。知人からのメールがスパムに振り分けられないようにするには、連絡先リストに登録すればよい。
チャット機能
英語以外に日本語などのインタフェースも対応し、GmailでGoogle Talkの機能を使うことができるようになっている。ただし、使えない機能も少しある。また、一部未対応の言語もある。
2007年11月28日からグループチャット機能と絵文字機能が追加された。
2014年5月からは、ハングアウトに変更された。
音声通話機能
Googleアカウント同士でSkypeのような通話を行ったり、Google Voiceへの発信を行ったりすることができる。2010年8月現在、米国とカナダだけで対応している。
自動転送
送られてきたメールを他のメールアドレスに自動転送することができる。迷惑メールと判定されたものは転送されない。転送したメールは、受信トレイに残しておく、アーカイブに移動する、または削除するのいずれかが選べる。このメール転送は各フィルタごとに設定でき、またフィルタごとに別々のアドレスを宛先とすることも可能である。
POP3対応
任意の電子メールクライアントから、POP over SSL経由で、Gmailに蓄積したメールを取得することができる。Gmailでのサービス名は「POPダウンロード」。取得は、サーバ上にある全ての過去メールにするか、前回以降のメールに限るか、今後受信するメールからにするかが選択できる。更に、ダウンロード後にコピーを残すか、削除するか、アーカイブするかという選択肢もある。サーバにコピーを残すかどうかの設定を、メールソフトからではなく、Gmail側で設定することができる。
IMAP対応
英語版が先に対応を開始し、日本語版でも2008年1月に正式対応した。Gmailでのサービス名は「IMAPアクセス」。Gmailのラベル機能は、IMAPのフォルダとして利用できる。
外部メールアドレス対応
認証の手続きを取ることでFrom行を外部のメールアドレスに変更して送信することができる。その場合、本来のGmailアドレスはSender行に記録されている。また、外部のPOP3サーバからメールを受信して保存することも可能であり、Gmail以外のメールアドレスに送られてきたメールもGmailに集約できるようになっている。
連絡先リスト
他のサービスで「アドレス帳」と呼ばれているものと同様の機能。個別登録、メールクライアントや他サービスからのインポートが可能である。連絡先リストにないメールアドレスにメールを送信した場合には、送信先が自動的にリストに追加される。
オフライン
Gearsを利用し、メール内容をPC内のキャッシュに保存して、オフライン時にもメールの読み書きやラベル管理を可能とする機能。オフライン時の各種操作はオンライン接続された際に同期される。例えばメール送信では、次回のオンライン時に自動送信される。2009年1月27日に「Office Gmail」の名称でGmail Labsから試験的サービスとして提供され、同年3月30日にはGmail Labsの日本語対応に合わせてオフラインも日本語対応となった。当初はオフライン状態での送信時にファイルを添付できない制限があったが、同年11月24日には添付ファイルにも対応した。そして同年12月7日にGmail Labsから正式機能へと移行され、以後は通常の「設定」画面でオフライン機能のオン・オフ切り替えやデータダウンロード時の各種条件設定が行えるようになった。
ファイルのプレビュー
2008年12月12日から、添付されたPDFファイルをダウンロードすることなく表示できる機能が追加された。添付ファイル名の下にある「表示」ボタンからGoogle ドキュメントのビューアを起動させることで内容が閲覧できる（Google ドキュメントでは同年6月13日からPDFに対応）。
2010年6月25日にはMicrosoft Wordの文書ファイルにも対応した。ビューア画面からはGoogle Docsフォーマットでオンライン上での編集やGoogle ドキュメントへの保存が可能。
Google Buzz
2010年2月9日に発表されたソーシャルネットワーク機能。
署名
2010年7月9日からリッチテキストの署名が利用できるようになり、画像の挿入やフォント指定が可能となった。画像を用いる場合は、あらかじめ使いたい画像ファイルをオンラインにアップロードしておく必要がある。受信する側がプレーンテキスト設定にしている場合は、リッチテキスト部分が「*」で括られて表示される。また同日から、インポートされている複数のアカウントにそれぞれ個別の署名が設定可能にもなった。また2020年3月24日から複数の署名を使い分け可能になった。
送信取り消し
Gmailの実験サイト「ラボ」で人気の機能だった「送信取り消し」機能を正式に採用。
Google Gemini
2024年5月14日のGoogle I/Oにて発表された機能。Google Geminiを利用した機能が利用可能になる。利用には、Google Oneサブスクリプション(個人向け)かGoogle Workspace for BusinessとGemini for Google Workspaceの購入(企業向け)が必要になる。

## 歴史
2004年4月1日にベータ版としてサービスを開始。当初は招待制で、2006年8月に米国、インドネシアなど一部の国ではSMSで認証し登録できるシステムを採用。オーストラリア、ニュージーランド、日本では2006年8月23日に招待制からサインアップ制へ移行し、誰でも自由にアカウントを取得できるようになった。
2008年、日本でのWebブラウザを利用したWebメール利用者数調査では、「Yahoo!メール」、「gooメール」に次ぎ第3位を獲得。
2009年7月8日、5年に渡って続いたベータ表記を外し、正式版に移行。なお、ベータ版表記を好むユーザーのために、Gmail Labsを利用することで引き続きベータ版のロゴを使用できるサービスも用意されている。
2013年5月13日、Gmail、Google ドライブ、Google+のストレージ容量を統合。このアップデートによって、余った容量を他のストレージサービスで使用できるようになった。

## Gmail Labs
Gmail Labs（ジーメールラボ）は、開発中の新機能を一般ユーザーに公開するサービスである。開発はGoogle社員によって行われている。公開されている機能は試験的なものであるため動作の不具合が存在する可能性がある。不具合が生じた場合は、全機能を無効化するためのURL にアクセスすることでLabsの機能をすべて無効にすることができる。
当初は英語版限定のサービスであり、Gmail Labsを利用するにはいったんGmailの表示言語を「English（US）」にし、「Settings」の中にある「Labs」で利用したい開発中の機能を選択する必要があった。なお、開発中の機能を有効にすれば表示言語を他言語に戻しても継続して利用し続けることはできた。その後、2009年3月31日には日本語を含む47言語に対応した。

## 中国での状況
2014年12月28日、中国でGmailへのアクセスが不可となった。従来よりFacebookやTwitterにアクセスできない状況があったが、この日よりGmailも27日から完全にアクセス不能になった。従来から送受信し難い状況ではあったものの、メールクライアントソフトを使うことで解消されていたが、その手法も使えなくなった。規制強化前の12月15日午頃にアクセスが一時的に解禁されたことが観測された。グレートファイヤーウォール（GFW）と呼ばれるネット検閲システムが改修される際、過去にもよく一時的な規制解除が観測されており、このシステム改修に伴い規制が強化されたと考えられている。

## その他
- 「迷惑メール」として扱われたメールは、自動転送やPOP3ダウンロードから除外される。迷惑メールに振り分けられたメールは基本的に30日で自動で削除される。1通ずつ手動で解除操作は可能。IMAPアクセスにすればメーラーだけで「迷惑メール」の中身のチェックも解除も可能である。
- 「迷惑メールフィルタ」それ自体を解除する方法は無い。「迷惑メール」扱いされないようにするためには、連絡先リストにメール送信元のアドレスを一つ一つ登録していくか、フィルタ機能で「迷惑メールにしない」を使用する。
- 不審な操作または異常な操作と判断した場合には、Gmailアカウントがロックされて、最大24時間アクセスできなくなる場合がある。POPを使用して短時間で大量のメールを受信した場合や、Gmailアカウントを複数のウィンドウで開いている場合には「不審な操作」と判断される可能性がある。
- 2年間ログインしていないGoogleアカウントは削除される[32](後述)。自動転送の利用や、メールソフトからのPOPアクセスではログインした事にならない。
- セキュリティ対策の名目上、実行形式のファイル（*.exeや*dllなど）を添付して送信できない。zipなどのアーカイバで圧縮しても不可。ただし、拡張子を変更することによって送信可能になることが確認されている。
- 2014年4月に利用規約が改定され、すべてのメッセージが自動スキャンの対象となった[33]。この結果、2014年7月にアメリカで、児童ポルノ保持者の通報および逮捕に成功している[9]。
- 2015年4月にInboxというGmailアプリを公開している。それまでは非公開アプリだったが、一般公開になった[34]。2019年4月にサービス終了[35]。
- 2021年6月1日より適用された新ポリシーにより、新ポリシー適用後、2年間に渡ってGmailのサービスの利用が無い場合やGoogle ドライブ、Google フォトと合わせてでストレージ容量を超過している場合には、2023年12月1日よりGoogleアカウントの削除、およびそのアカウントに紐づいている利用情報が消去される[32]。

## 商標問題
本来、Gmailの名称で世界展開される予定だったが、イギリスでは商標権の問題により「Google Mail」（googlemail.com）に名称が変更されている。
イギリスではGoogleがGmailのベータ版を立ち上げた数日後、ロンドンの金融調査会社The Market Age（現Independent International Investment Research）が金融情報製品の電子メール配信サービスにGmailの商標申請を行っていた。商標が申請中だったため、IIIR側がGoogleへの法的な名称中止を求めることまではできないケースだったが、2005年10月19日、Googleはイギリスでの「Gmail」使用を中止した。
ドイツではGoogleがメールサービスを開始する4年前に電子郵便配達サービスの商標として「G-mail」が登録されており、商標を巡る訴訟で2007年にGoogleが敗訴したが、その後2012年にドイツでの「Gmail」の商標権がGoogleに移管した。また、同訴訟の原告はスイス、スペイン、ポルトガルでも同様の係争を行っており、スイスでも原告の主張が認められている。
なお、原理上はイギリス、またはドイツでも「xxxx@gmail.com」でもメールは届く。逆に、イギリスやドイツ以外でもxxxx@gmail.comを使っている人はxxxx@googlemail.comに送られてきたメールも受け取ることができる。
かつてgmail.comはアメリカの新聞漫画『ガーフィールド』の公式サイトが所有しており、これを用いてフリーメールを提供していたことがあったが、その後ドメインを手放しており、現在のGoogleによるGmailとは無関係である。また、日本国内でも1990年代にGmailという名称のフリーメールサービスが存在していたが、これもGoogleとは無関係である。